# Stepaniwka (rejon koriukowski)
Stepaniwka (ukr. Степанівка) – wieś na Ukrainie, w obwodzie czernihowskim, w rejonie koriukowskim, w hromadzie Mena. W 2001 liczyła 426 mieszkańców, spośród których 412 wskazało jako ojczysty język ukraiński, 12 rosyjski, a 2 białoruski.